# 碑文谷

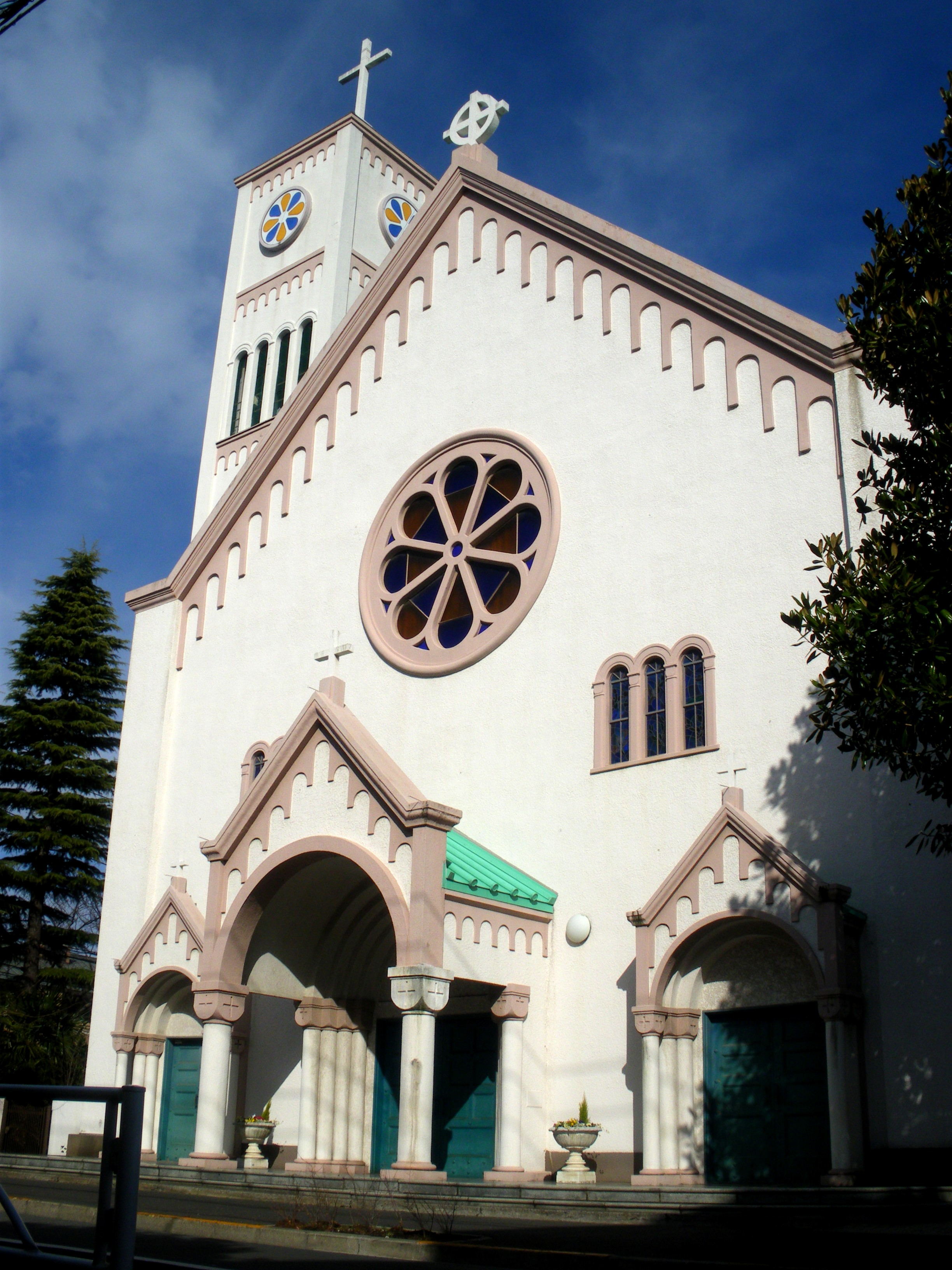
天主教碑文谷教會（慈幼會）

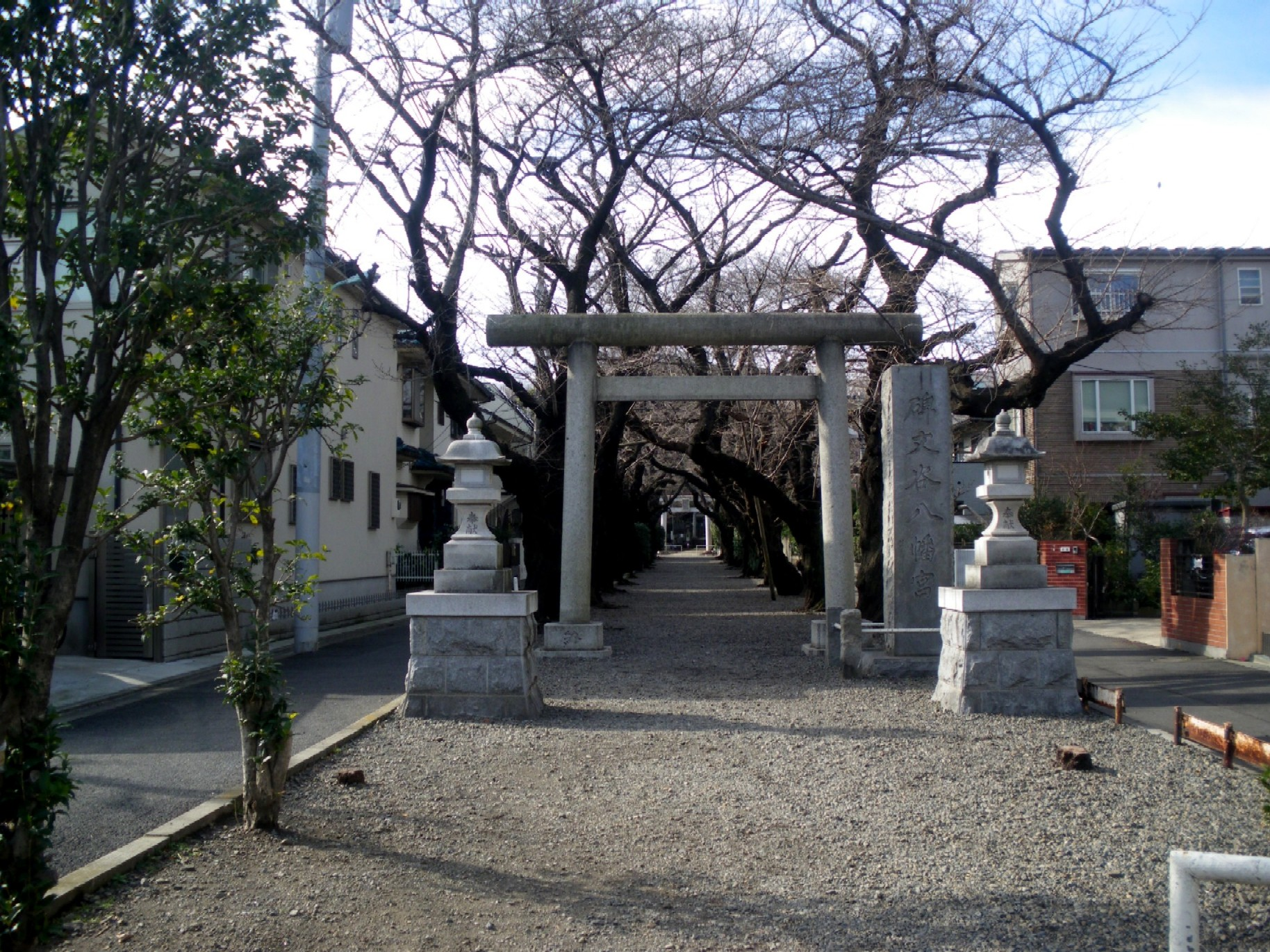
碑文谷八幡宮

碑文谷（日语：／ Himonya */?）是東京都目黑區的地名，設碑文谷一丁目至六丁目。2013年7月為止的人口有16,147人。面積1.03平方公里。郵遞區號152-0003。

## 地理
區內有東京都道318號環狀七號線（環七通）與東京都道312號白金台町等等力線（目黑通）兩條重要幹道，兩者在柿之木坂陸橋交會，是重要交通要地。
公共交通方面，以目黑通為中心組成充實的巴士路網，可前往山手線目黑站。鄰近的鐵路車站有東急東橫線學藝大學站、都立大學站與東急目黑線西小山站。可步行到達的車站有東急大井町線、東急目黑線大岡山站等。
2016年12月，曾经的地标大榮（ダイエー）碑文谷店由永旺集团接手改造，改造成为适应当地对于流行元素敏感且高收入家庭的永旺新业态「AEON STYLE碑文谷」。

## 歷史
- 1889年（明治22年）：「市制町村制」施行，為碑衾村大字碑文谷。
- 1922年（大正11年）：為碑衾町大字碑文谷。
- 1932年（昭和7年）：成立碑文谷一～三丁目。
- 1967年（昭和42年）：實施新住居表示，碑文谷三丁目全部與一～二丁目、本鄉町、三谷町大部分、清水町、宮丘、柿之木坂一丁目各一部分合併為現行的碑文谷。

### 地名由來
古時為荏原郡碑文谷鄉，後為碑文谷村。此地碑文谷八幡宮內稻荷社保存了以梵字刻成的「碑文石」，因此稱作「碑文石」之谷（里）。也有一說是鎌倉、室町時期，此地盛產檜的加工品「檜物」（ひもの）而得名。

## 公共機關
- 警視廳碑文谷警察署
- 東京消防廳目黑消防署碑文谷出張所
- 碑文谷保健中心

## 教育機關
- 目黑星美學園小學校
- 常磐松學園小學校、中學校、高等學校
- 區立第八中學校

## 交通
鐵路
- 東急東橫線學藝大學站、都立大學站

路線巴士
以目黑站與都立大學站為起點的東急巴士構成發達的巴士路網。其中碑文谷線（黑01系統）是東急巴士中班班次最多的路線。
- 東急巴士目黑營業所
- 東急巴士弦卷營業所
- 東急巴士下馬營業所
- 都営巴士港南支所

## 備註
1. ↑  .   [2013-08-06]. （原始内容存档于2020-05-03）.
2. ↑  東京都総務局統計部人口統計課　編集・発行「東京都區市町村町丁別報告」平成17年国勢調査分，平成22年3月発行，P.248
3. ↑  目黒の地名　碑文谷（ひもんや） 的存檔，存档日期2011-07-17.